# ميسي بغداد (فلم)
ميسي بغداد هو فيلم درامي صدر عام 2023 من إخراج سهيم عمر خليفة وسيناريو كوبي فان ستينبيرج وقصة بواسطة كوبي فان ستينبيرج وروث مالايرتس. تدور أحداث الفيلم حول صبي عراقي، بعد أن فقد ساقه في هجوم إرهابي، سيقاتل من أجل الاستمرار في الاستمتاع بشغفه: كرة القدم. يعتمد الفيلم على فيلم قصير يحمل نفس الاسم صدر عام 2012 للمخرج نفسه. وهو إنتاج مشترك بين بلجيكا وهولندا وألمانيا والعراق.
تم اختياره ليكون الفيلم العراقي المرشح لجائزة أفضل فيلم روائي عالمي في حفل توزيع جوائز الأوسكار السابع والتسعين.

## ملخص
حمودي هو طفل صغير يبلغ من العمر 11 عامًا يحب كرة القدم ويحلم بالوصول إلى مستوى مثله الأعلى ليونيل ميسي. في أحد الأيام أصبح ضحية لمحاولة هجوم انتحاري في العراق، مما أدى إلى فقدانه لساقه. بينما يبذل والداه قصارى جهدهما لحماية الأسرة، يصر حمودي على النضال من أجل تحقيق حلمه المحطم.

## الطاقم
- أحمد محمد عبد الله في دور حمودي
- كريستيان رينسون في دور جون
- زهراء غندور بدور سلوى
- أثير عادل
- إيرول تروتمان-هيروود في دور دنكان
- أثير عادل
- صفا نجم
- عادل عبد الرحمن
- حسين حسن في دور بهوز
- راوند زيد في دور الجندي 1
- سامان مصطفى في دور الجندي 2
- بانجين علي كجندي نقطة تفتيش

## إنتاج
تم التصوير الرئيسي في عام 2021 في إقليم كردستان، وهو نفس المكان الذي تم فيه تصوير الفيلم القصير.

## إصدار

### المهرجانات
كان العرض العالمي الأول في 28 يناير 2023، في مهرجان أوستند السينمائي، ثم تم عرضه في 5 مارس 2023، في مهرجان مدينة لوكسمبورغ السينمائي، وفي 10 يونيو 2023، في مهرجان شنغهاي السينمائي الدولي، وفي 25 أبريل 2024، في مهرجان مالمو السينمائي العربي.

### دور العرض
تم إصداره تجاريًا في 12 أبريل 2023، في دور العرض البلجيكية، وفي 3 أغسطس 2023، في دور العرض الهولندية.

## الجوائز
| سنة  | جائزة / مهرجان                                   | فئة                               | متلقي             | نتيجة | المرجع        |
| ---- | ------------------------------------------------ | --------------------------------- | ----------------- | ----- | ------------- |
| 2023 | مهرجان أوستيند السينمائي ‏                        | جائزة Look لأفضل فيلم             | ميسي بغداد        | رُشِّح   | [ 14 ]        |
| 2023 | مهرجان أوستيند السينمائي ‏                        | إنسور - أفضل مخرج                 | سهيم عمر خليفة ‏   | رُشِّح   | [ 14 ]        |
| 2023 | مهرجان أوستيند السينمائي ‏                        | إنسور - أفضل تصوير سينمائي        | أنطون ميرتنز      | رُشِّح   | [ 14 ]        |
| 2023 | مهرجان شنغهاي السينمائي الدولي الخامس والعشرون   | جائزة اختيار الجمهور للفيلم       | ميسي بغداد        | رُشِّح   | [ 15 ] [ 16 ] |
| 2023 | مهرجان شنغهاي السينمائي الدولي الخامس والعشرون   | جائزة اختيار وسائل الإعلام للفيلم | ميسي بغداد        | رُشِّح   | [ 15 ] [ 16 ] |
| 2023 | SCHLiNGEL - مهرجان الفيلم الدولي للأطفال والشباب | جائزة لجنة التحكيم الصغيرة        | ميسي بغداد        | فوز   | [ 17 ]        |
| 2023 | مهرجان أربا السينمائي الدولي السادس والعشرون     | أفضل فيلم روائي طويل              | ميسي بغداد        | فوز   | [ 18 ] [ 19 ] |
| 2023 | مهرجان أربا السينمائي الدولي السادس والعشرون     | افضل مخرج                         | سهيم عمر خليفة    | فوز   | [ 18 ] [ 19 ] |
| 2023 | مهرجان أربا السينمائي الدولي السادس والعشرون     | أفضل سيناريو                      | كوبي فان ستينبيرج | فوز   | [ 18 ] [ 19 ] |
| 2024 | مهرجان بغداد السينمائي                           | أفضل ممثلة                        | زهراء غندور       | فوز   | [ 20 ]        |

## روابط خارجية
- ميسي بغداد على موقع IMDb (الإنجليزية)
- ميسي بغداد على موقع ألو سيني (الفرنسية)
- ميسي بغداد على موقع قاعدة بيانات الفيلم (الإنجليزية)
- ميسي بغداد على موقع ليتربوكسد (الإنجليزية)